# Sterre (zangeres)
Sterre Marith Tapilatu (30 maart 1999), beter bekend onder haar artiestennaam Sterre, is een Nederlands-Molukse zangeres. Ze bracht in 2023 haar debuut-ep Ms. Breakup uit.

## Biografie
Sterre ging naar de middelbare school op het H.N. Werkman College te Groningen en volgde later een dansopleiding aan Lucia Marthas Institute For Performing Arts. De zangeres deed in 2014 mee aan televisieprogramma Holland's Got Talent als onderdeel van meidenpopgroep TP4Y, afkorting van Too Pretty For You. Met deze girlband, die verder bestond uit Nour Mens, Zoë Tauran en Amber Delil, behaalde de zangeres de derde plaats van de talentenjacht en kreeg ze een contract bij Sony Music. In 2018 ging de groep uit elkaar en gingen de zangeressen solo verder.
Sterre ging vrij kort daarna een samenwerking aan met de Nederlandse rapper Bizzey op het lied Girl girl. Dit nummer werd een bescheiden hit, met de vijftigste plaats in de Single Top 100 als hitnotering. In 2019 zong ze samen met Kevin op het nummer Loco, wat geen hit werd. Haar grootste succes als soloartiest was op Zo ben jij. Dit nummer bracht de zangeres uit met de zanger Antoon en bereikte de 52e positie in de Single Top 100 en de achttiende plaats in de Tipparade van de Nederlandse Top 40. In 2022 zong de zangeres een lied met The Dean, Start the Fire, wat ook geen hit werd. Debuut-ep Ms. Breakup werd in september 2023 uitgebracht.

## Discografie

### Albums en ep's
- Ms. Breakup (ep, 2023)

### Singles met hitnoteringen
| Lied                    | Verschijnen      | Album                 | Hitlijsten  | Hitlijsten  | Hitlijsten   | Hitlijsten   | Opmerkingen       |
| Lied                    | Verschijnen      | Album                 | NL (Top 40) | NL (Top 40) | NL (Top 100) | NL (Top 100) | Opmerkingen       |
| Lied                    | Verschijnen      | Album                 | Piek        | Weken       | Piek         | Weken        | Opmerkingen       |
| ----------------------- | ---------------- | --------------------- | ----------- | ----------- | ------------ | ------------ | ----------------- |
| Girl girl (met Bizzey)  | 16 februari 2018 | November (van Bizzey) | -           | -           | 50           | 2            |                   |
| Zo ben jij (met Antoon) | 1 oktober 2021   | Engel (van Antoon)    | tip18       | -           | 52           | 7            | Goud in Nederland |

- MusicBrainz: 9c056dee-2ce8-4dee-867e-5e1893ea7a95